# Месје 44
Месје 44 (М44) је расејано звездано јато у сазвежђу Рак које се налази у Месјеовом каталогу објеката дубоког неба.
Деклинација објекта је + 19° 40' 12" а ректасцензија 8h 40m 24,0s. Привидна величина (магнитуда) објекта М44 износи 3,1 а фотографска магнитуда 3,5. М44 је још познат и под ознакама NGC 2632, OCL 507.